# Hans Höffmann
Hans Julius Höffmann  (* 1. Mai 1953 in Bösel) ist ein deutscher Reiseveranstalter und Gründer der „Höffmann Unternehmensgruppe“ aus Vechta.

## Leben
Hans Höffmann ist Sohn eines Bahnbeamten und eins von neun Kindern der Familie. Erste Pläne für Reisen entwickelte er 1969 im Alter von 16 Jahren und veranstaltete 1970 sein erstes Ferienlager für Kinder und Jugendliche. In den frühen 1970er Jahren erlernte er auf Drängen der Mutter den Beruf des Bankkaufmanns. Nach seiner Ausbildung verließ er die Bank und konzentrierte sich von da an auf die von ihm organisierten internationalen Jugendferienlager. In Vechta arbeitete Höffmann zunächst noch als Jugendpfleger und gründete im Jahr 1986 die „Hans Höffmann GmbH“ (heute „Höffmann Reisen GmbH“ als Teil der „Höffmann Unternehmensgruppe“). Jugendferienlager und Schulreisen mit deutlich über 1000 Teilnehmern und teils über 500 Betreuern werden Spezialität der Firma. Die Reisen in den Mittelmeerraum, meist nach Italien, werden unter Selbstversorgung in Zeltstädten mit mobilen Sanitär- und Stromanlagen durchgeführt. 1997 wurden die ersten eigenen Reisebusse gekauft.
Während einer seiner ersten Jugendreisen nach Rom machte er eine Bekanntschaft mit dem damaligen Papst Johannes Paul II. Beide freundeten sich im Laufe der Jahre an, wiederholte Besuche folgten. Ab 1982 lud Johannes Paul II. Höffmann und seine Jugendgruppen regelmäßig zu Privataudienzen ein. Für seinen mehr als drei Jahrzehnte langen „vorbildlichen und nachhaltigen“ Einsatz für die katholische Kirche in Deutschland wurde Höffmann 2011 auf Antrag der Universität Vechta durch Papst Benedikt XVI. mit dem Gregoriusorden ausgezeichnet.
Höffmann engagierte sich stark für den Universitätsstandort Vechta. Die Alumniarbeit sowie die Professur für Interkulturelle Kompetenz rief er mit ins Leben. So stellte er die mehrjährige Finanzierung einer Dozentenstelle für Interkulturelle Kompetenz mit dem Schwerpunkt der Förderung von Nachwuchswissenschaftlern aus Afrika. Weltweit ausgeschrieben wird der auf 10.000 Euro dotierte Höffmann-Wissenschaftspreis für Interkulturelle Kompetenz. Zudem finanzierte Höffmann den Bau und die Ausstattung einer Schule im Südsudan sowie fortlaufend das Lehrpersonal.
2025 wurde Höffmann auf Vorschlag des Niedersächsischen Ministerpräsidenten Stephan Weil mit dem Bundesverdienstkreuz ausgezeichnet. Landrat Tobias Gerdesmeyer hob Höffmanns „Einsatz für Wissenschaft, Völkerverständigung in der Jugendarbeit und Bildung“ hervor.
Höffmann ist verheiratet und Vater von drei Kindern.

## Auszeichnungen und Ehrungen
- 1992: Verdienstorden für internationale Zusammenarbeit durch die Republik Ungarn[4]
- 2003: Unternehmer des Jahres im Oldenburger Münsterland[2]
- 2009: Ehrenbürger der polnischen Stadt Starachowice
- 2011: Ritter des Gregoriusorden[3]
- 2023: Bester Reiseveranstalter Deutschlands vom Capital[2]
- 2024: Auszeichnung für unternehmerisches Lebenswerk vom Verbund Oldenburger Münsterland[2]
- 2025: Verdienstmedaille des Verdienstorden der Bundesrepublik Deutschland[2]